# Oxicodona/paracetamol
La oxicodona/paracetamol, también conocida como oxicodona/acetaminofén y vendida bajo las marcas Percocet y Endocet entre otras, es una combinación del opioide oxicodona con paracetamol (acetaminofén), que se utiliza para el manejo a corto plazo del dolor moderado a severo. Viene en formulaciones de liberación inmediata y prolongada. Se toma por vía oral.
La combinación fue aprobada para uso médico en los Estados Unidos en 1976. En los Estados Unidos es una sustancia controlada de la Lista II. Está disponible como medicamento genérico. En Estados Unidos, 90 tabletas costaban aproximadamente 22 dólares en 2020. En 2022, fue el 98.º medicamento más recetado en los Estados Unidos, con más de 6 millones de prescripciones.

## Mecanismo de acción
El acetaminofén bloquea la producción de prostaglandinas, mientras que la oxicodona se une a receptores de opioides en el cerebro y la médula espinal. Juntos alivian el dolor moderado a intenso.
En un estudio comparativo de 167 pacientes con dolor osteoarticular se observó un mejor control del dolor, y una mejoría de los parámetros funcionales con la combinación oxicodona/paracetamol al compararla con placebo. En otro estudio multicéntrico de 134 pacientes con dolor lumbar crónico no controlado con fármacos no opioides, los sujetos con buprenorfina tuvieron alivio de dolor estadísticamente superior al placebo pero no inferior a la combinación de oxicodona/paracetamol.
Tiene igualdad de eficacia que la combinación codeína/paracetamol en el control del dolor severo aunque esta última tiene menos riesgo de que la persona haga un uso indebido de la misma.

## Efectos secundarios
Los efectos secundarios comunes de esta combinación de medicamentos incluyen náuseas y mareos. Otros efectos secundarios pueden incluir adicción, somnolencia, picazón, estreñimiento, anafilaxia, presión arterial baja y disminución de la respiración. Su uso durante el embarazo puede provocar síndrome de abstinencia de opioides neonatal en el bebé.
Ambos medicamentos están contraindicados en individuos con insuficiencia hepática avanzada. La dosis se ve reducida para pacientes con insuficiencia renal y pacientes caquéctico.